# Komorów (comtat de Świdnica)
Komorów és una població del districte administratiu de Gmina Świdnica, a la Baixa Silèsia, Polònia dins el Comtat de Świdnica. Abans de 1945 formava part d'Alemanya amb el nom de Cammerau. L'any 2009 tenia 633 habitants.
Es troba a 1 km a l'oest de Świdnica, i a 54 km al sud-oest de Wrocław.